# Kruhłe (rejon prużański)
Kruhłe (błr. Круглае; ros. Круглoе) – wieś na Białorusi, w rejonie prużańskim obwodu brzeskiego, około 7 km na wschód od Prużany.

## Historia
Przed rozbiorami Kruhłe leżało na terenie województwa podlaskiego, a później brzeskolitewskiego Rzeczypospolitej. Po III rozbiorze Polski w 1795 roku Kruhłe znalazło się na terenie powiatu prużańskiego, należącego do guberni słonimskiej (1796), litewskiej (1797–1801), a później grodzieńskiej (1801–1915) Imperium Rosyjskiego. Po ustabilizowaniu się granicy polsko-radzieckiej w 1921 roku Kruhłe wróciło do Polski, należało do gminy Noski), a od 1926 roku był w gminie Prużana powiatu prużańskiego województwa poleskiego, od 1945 roku – w ZSRR, od 1991 roku – na terenie Republiki Białorusi.
Obecnie w granicach administracyjnych wsi leży teren, gdzie kiedyś znajdował się majątek Stary Kuplin oraz gdzie znajdują się szczątki ruin cerkwi należącej do tego majątku.